# آي بت
آي بت (بالإنجليزية: EyePet)‏ هي لعبة فيديو حيوان أليف افتراضي صدرت في 23 أكتوبر 2009 على أجهزة بلاي ستيشن 3 وبلاي ستيشن بورتبل من تطوير بلايلوجيك إنترتنمنت ولندن ستوديو ونشر سوني كمبيوتر إنترتينمنت.